# 趙世熙
趙 世熙（조세희、Cho Se Hui、チョ・セヒ、1942年8月20日 - 2022年12月25日）は、韓国の小説家。京畿道加平郡出身。

## 略歴
1942年8月20日、京畿道加平郡に生まれる。
1965年、『京郷新聞』新春文芸に『돛대없는 장선(帆柱のない葬船)』が当選し、登壇した。登壇したのは1960年代半ばのことだが、注目を浴び始めたのは1970年代から発表した小人連作である。趙の小人連作は1970年代韓国社会の矛盾に正面からアプローチしている。小人は正常な人とはうまく生きられない対立した存在として登場し、1970年代韓国社会の大きな問題だった貧富と労使の対立を劇的に提示している。趙はこの連作に幻想的手法を導入することで、階級的な対立と葛藤がまるで非論理や童話の世界に存在しているように描写し、現実の冷酷さを更に強調している。
「小人連作」は、斎藤真理子の翻訳により『こびとが打ち上げた小さなボール』として、2016年12月、河出書房新社より刊行された。解説＝四方田犬彦。斎藤真理子は2015年にパク・ミンギュ著『カステラ』で第一回日本翻訳大賞受賞
2022年4月に新型コロナウイルス感染症(COVID-19) に感染して意識不明となり、そのまま快復することなく12月25日に死去した。80歳没。

## 年譜
- 1942年8月20日、京畿道加平郡に生まれる。[1]
- 1979年、第13回東仁文学賞受賞。

## 代表作品
- 1965年、돛대없는 장선(帆柱のない葬船) [4][5]
- 1975年、칼날(刃)
- 1976年、뫼비우스의 띠(メビウスの帯)、우주여행(宇宙旅行) 、난장이가 쏘아올린 작은 공(小人が打ち上げた小さなボール)
- 1977年、육교 위에서(陸橋の上で)、은강 노동가족의 생계비(銀川労働家族の生計費)、잘못은 신에게도 있다(間違いは神にもある)
- 1978年、클라인씨의 병(クライン氏の病)、내 그물로 오는 가시고기(私の網に来るトゲウオ)
- 1979年、오늘 쓰러진 네모(今日倒れた四角)、긴 팽이모자(長いこま帽子)、503호 남자의 희망공장(503号男子の希望工場)
- 1983年、시간 여행(時間旅行)
- 1984年、1979년 저녁밥（1979年の夕飯)
- 1986年、침묵의 뿌리(沈黙の根)
- 1990年、하얀 저고리(白いチョゴリ)